# Kowalevskia tenuis
Kowalevskia tenuis är en ryggsträngsdjursart som beskrevs av Hermann Fol 1872. Kowalevskia tenuis ingår i släktet Kowalevskia och familjen Kowalewskiidae. Inga underarter finns listade i Catalogue of Life.